# Cyclopharynx
Cyclopharynx es un pequeño género de peces, con dos únicas especies conocidas, perteneciente a la familia de los cíclidos. Ambas especies son endémicas del río Fwa en la República Democrática del Congo.

## Especies
Este género contiene las siguientes especies:
- Cyclopharynx fwae (Poll, 1948)
- Cyclopharynx schwetzi (Poll, 1948)